# Éthiopie aux Jeux olympiques d'hiver de 2006
Cet article contient des informations sur la participation et les résultats de l'Éthiopie aux Jeux olympiques d'hiver de 2006.
L'Éthiopie est représentée par un athlète aux Jeux olympiques d'hiver de 2006 à Turin.

## Médailles
|          | Médaille d'or | Médaille d'argent | Médaille de bronze | Total |
| -------- | ------------- | ----------------- | ------------------ | ----- |
| Éthiopie | 0             | 0                 | 0                  | 0     |

## Épreuves

### Ski alpin
- Robel Zemichael Teklemariam

### Ski de fond
- Robel Zemichael Teklemariam